# Primera persona del singular
Primera persona del singular es una colección de relatos escrita por Haruki Murakami en 2020 con el título original de "Ichininshou tansu". Fue traducida al español por Juan Francisco González Sánchez en 2021 para la editorial Tusquets.

## Contenido
En total se tienen 8 relatos:
1. Áspera piedra, fría almohada
2. Flor y nata
3. Charlie Parker plays Bossa Nova
4. With the beatles
5. Antología poética de los Yakult Swallows de Tokio
6. Carnaval
7. Confesiones de un mono de Shinagawa
8. Primera persona del singular

En ellos habla de amores de juventud, jazz, beisbol, un mono masajista, entre otros. Todo en primera persona. En unos se menciona explícitamente a sí mismo como protagonista del relato, en otros no se puede saber si habla de la memoria o la imaginación.